# Todtmoos
Todtmoos – miejscowość i gmina w Niemczech, w kraju związkowym Badenia-Wirtembergia, w rejencji Fryburg, w regionie Hochrhein-Bodensee, w powiecie Waldshut, wchodzi w skład związku gmin St. Blasien.

## Geografia
Leży w Schwarzwaldzie nad Wehrą. Najwyższym punktem gminy jest Hochkopf (1263 m n.p.m.). Na północy graniczy z Todtnau w powiecie Lörrach, na wschodzie z Ibach, na południu z Herrischried, na zachodzie zaś z Häg-Ehrsberg oraz miastem Schopfheim.

## Dzielnice
Dzielnice gminy: Au, Berghütte, Glashütte, Hintertodtmoos, Höfle, Lehen, Mättle, Prestenberg, Rütte, Schwarzenbach, Strick, Vordertodtmoos i Weg.

## Polityka
Ostatnie wybory samorządowe odbyły się 13 czerwca 2004. W radzie gminy zasiada 12 radnych z czego 5 pochodzi z CDU, a 7 ogłosiło bezpartyjność.